# Torre Bouchard
Torre Bouchard – wieżowiec w Buenos Aires. Budynek zaprojektowany został przez architekta Peralta Ramos.  Budowa ukończono w 1996 roku.